# Crescenzago (metropolitana di Milano)
Crescenzago è una stazione della linea M2 della metropolitana di Milano.

## Storia
La stazione venne inaugurata il 26 maggio 1969 sul tracciato in superficie lungo via Palmanova, all'epoca servito esclusivamente dai tram delle linee per Vaprio e per Cassano, ovvero le linee celeri dell'Adda.
Il successivo 28 settembre venne attivata la prima tratta, da Caiazzo a Cascina Gobba, della linea M2 e la stazione venne servita anche dai convogli metropolitani.
L'esercizio tranviario sulle linee celeri dell'Adda continuò fino al 4 dicembre 1972, quando venne sostituito dall'esercizio metropolitano; pertanto da tale data la stazione di Crescenzago fu servita esclusivamente dai convogli metropolitani.

## Strutture e impianti
La stazione è situata tra via Angelo Rizzoli e via Palmanova, all'interno del territorio del comune di Milano. Si tratta di una stazione di superficie dotata di un'unica banchina a isola.

## Interscambi
Nelle vicinanze della stazione effettuano fermata alcune autolinee urbane.
- Fermata autobus

## Servizi
La stazione dispone di:
- Accessibilità per portatori di handicap
- Scale mobili
- Emettitrice automatica biglietti
- Stazione video sorvegliata
- Servizi igienici
- Sottopassaggio pedonale

## Galleria d'immagini

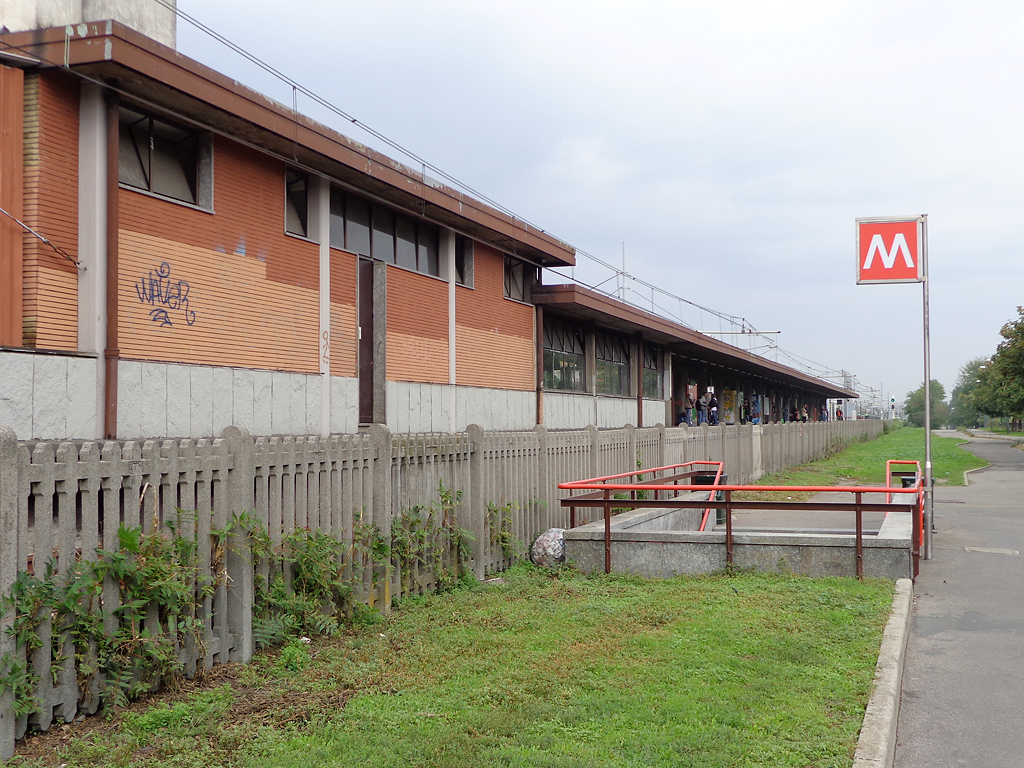
L'ingresso